# Moore und Weiher um Neukirch

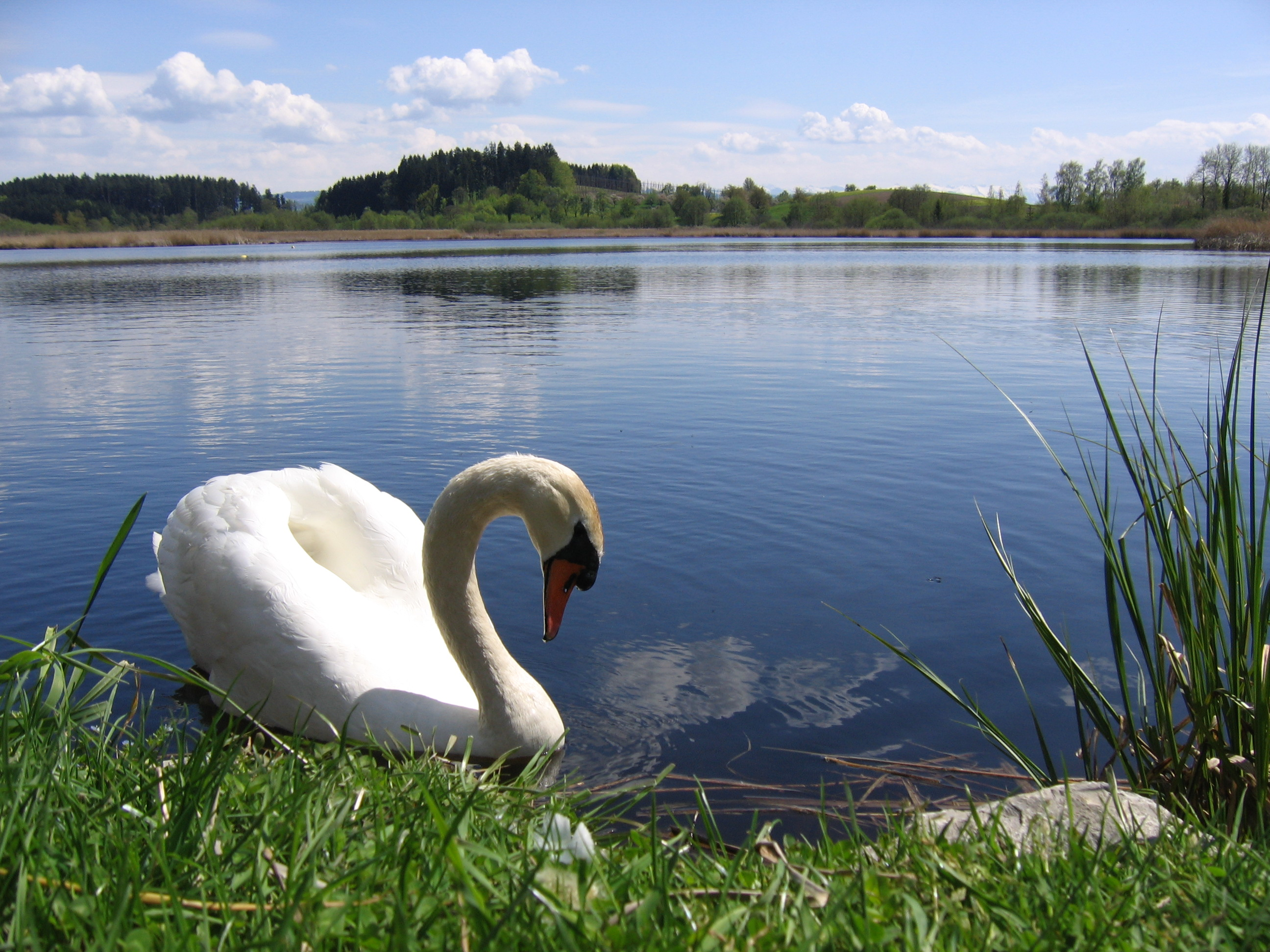
Der Kreuzweiher

Das Gebiet Moore und Weiher um Neukirch war ein durch das Regierungspräsidium Tübingen nach der Richtlinie 92/43/EWG (Fauna-Flora-Habitat-Richtlinie) ausgewiesenes Schutzgebiet (SG-Nummer DE-8324341) im Südosten des deutschen Bundeslandes Baden-Württemberg. Es wurde 2015 in das FFH-Gebiet Argen und Feuchtgebiete bei Neukirch und Langnau integriert.

## Lage
Das 240 Hektar (ha) große Schutzgebiet Moore und Weiher um Neukirch gehörte naturräumlich zum Bodenseebecken und Westallgäuer Hügelland. Seine etwa fünfzehn Teilflächen lagen auf einer Höhe von 478 bis 580 m ü. NHN und erstreckten sich zu 84 Prozent (= 201,6 ha) im Bodenseekreis (Gemeinde Neukirch, Stadt Tettnang) und zu 16 Prozent (=38,4 ha) im Landkreis Ravensburg (Gemeinden Amtzell und Bodnegg).
Im Wesentlichen umfassten die Teilflächen das Gebiet um Neukirch, von Obereisenbach im Nordwesten, Gebhards- und Rappertsweiler im Südwesten, der Haslach im Osten und dem Herzogenweiher im Norden.

## Schutzzweck
Wesentlicher Schutzzweck war die Erhaltung der Vielzahl von Mooren, Weihern und Seen in den Senken der Jungmöränenlandschaft um Neukirch, teils im Offenland, teils im Wald.

### Lebensräume
Die Vielzahl von Lebensraumtypen mit Bächen, Stillgewässern und einer weitgehend unverfälschten Siedlungsstruktur mit Elementen traditioneller Landnutzung zeichnet sich hauptsächlich durch folgende Lebensräume aus: feuchtes und mesophiles Grünland (45 %), melioriertes Grünland (12 %) sowie Moore, Sümpfe und Uferbewuchs (11 %).

### Zusammenhängende Schutzgebiete
Folgende 13 Schutzgebiete sind Bestandteil des FFH-Gebiets:
| Nr.          | Name                                                 | Ort/e              | Gesamtfläche Hektar | Flächenanteil [%] | Bild |
| ------------ | ---------------------------------------------------- | ------------------ | ------------------- | ----------------- | ---- |
| NSG 4.219    | Buchbach                                             | Neukirch, Tettnang | 7,08                | 3                 |      |
| NSG 4.259    | Ebersberger Weiher                                   | Amtzell, Neukirch  | 25,75               | 10                |      |
| LSG 4.35.008 | Endmoränenwall und Flachmoor nördlich Rappertsweiler | Tettnang           | 37,00               | 1                 |      |
| NSG 4.210    | Gemsenweiher                                         | Neukirch           | 11,56               | 4                 |      |
| NSG 4.182    | Herzogenweiher                                       | Amtzell, Bodnegg   | 34,10               | 14                |      |
| NSG 4.247    | Hüttensee                                            | Neukirch           | 17,37               | 7                 |      |
| NSG 4.224    | Hüttenwiesen                                         | Neukirch           | 7,80                | 3                 |      |
| NSG 4.211    | Igelsee                                              | Neukirch           | 16,86               | 7                 |      |
| NSG 4.119    | Jägerweiher                                          | Neukirch           | 6,20                | 2                 |      |
| LSG 4.36.072 | Jungmoränenlandschaft zwischen Amtzell und Vogt      | Amtzell, Bodnegg   | 5176,00             | 1                 |      |
| NSG 4.070    | Kreuzweiher-Langensee                                | Neukirch           | 74,93               | 30                |      |
| NSG 4.232    | Loderhof-Weiher                                      | Tettnang           | 10,40               | 4                 |      |
| NSG 4.220    | Matzenhauser Mahlweiher                              | Tettnang           | 9,20                | 4                 |      |

## Flora und Fauna

### Flora
Pflanzen, die im Anhang II der Richtlinie 92/43/EWG aufgeführt sind:
- Sumpf-Glanzkraut (Liparis loeselii); auch ein Vertreter der Orchideen

### Fauna
Tierarten, die im Anhang II der Richtlinie 92/43/EWG aufgeführt sind:
- Wirbellose
  - Schmale Windelschnecke (Vertigo angustior); eine Schneckenart aus der Familie der Windelschnecken (Vertiginidae)
  - Skabiosen-Scheckenfalter (Euphydryas aurinia); ein Schmetterling (Tagfalter) aus der Familie der Edelfalter (Nymphalidae)
  - Vierzähnige Windelschnecke (Vertigo geyeri); auch eine Schneckenart aus der Familie der Windelschnecken